# Gröndalshamnen

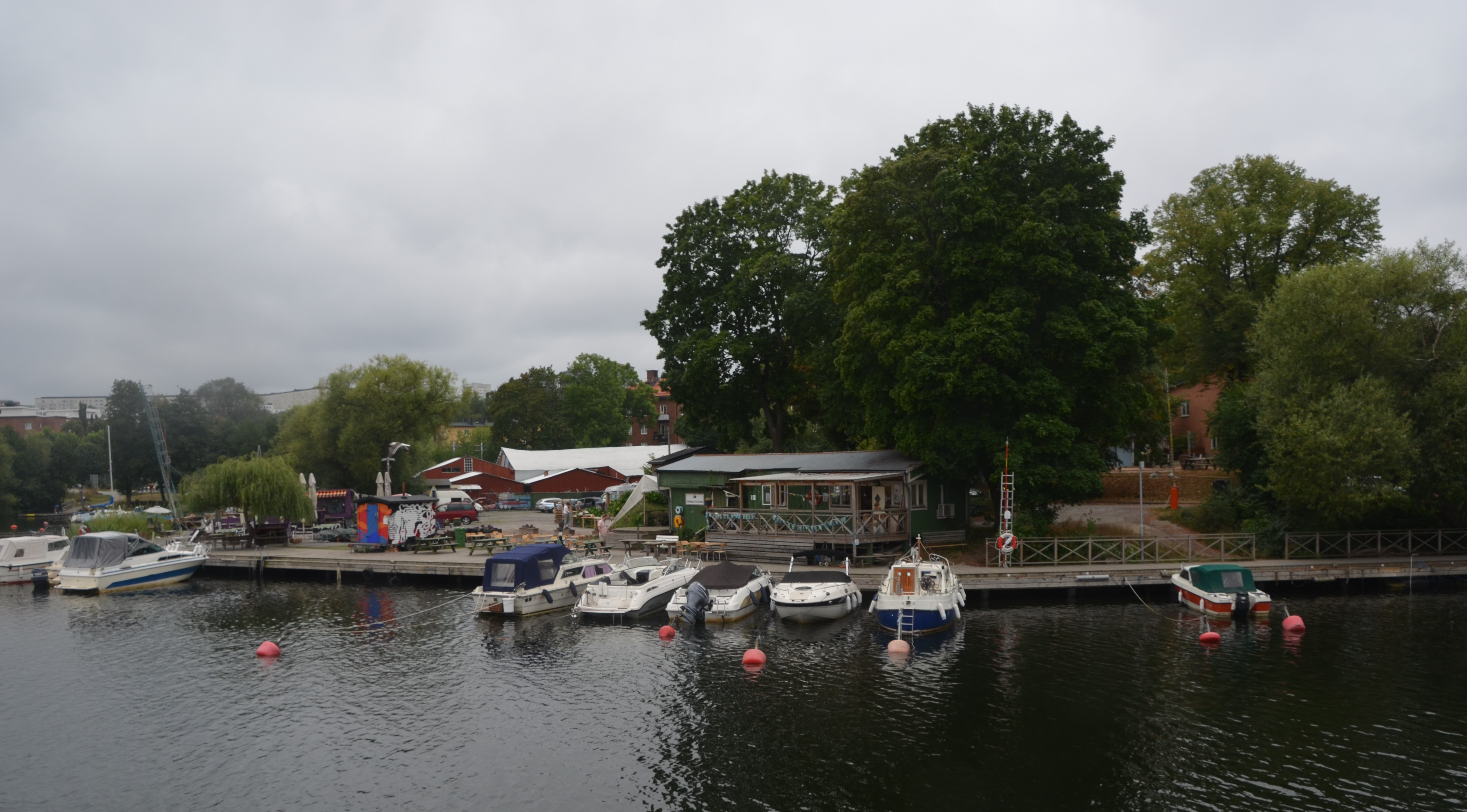
Gröndalshamnen sedd från Mälaren

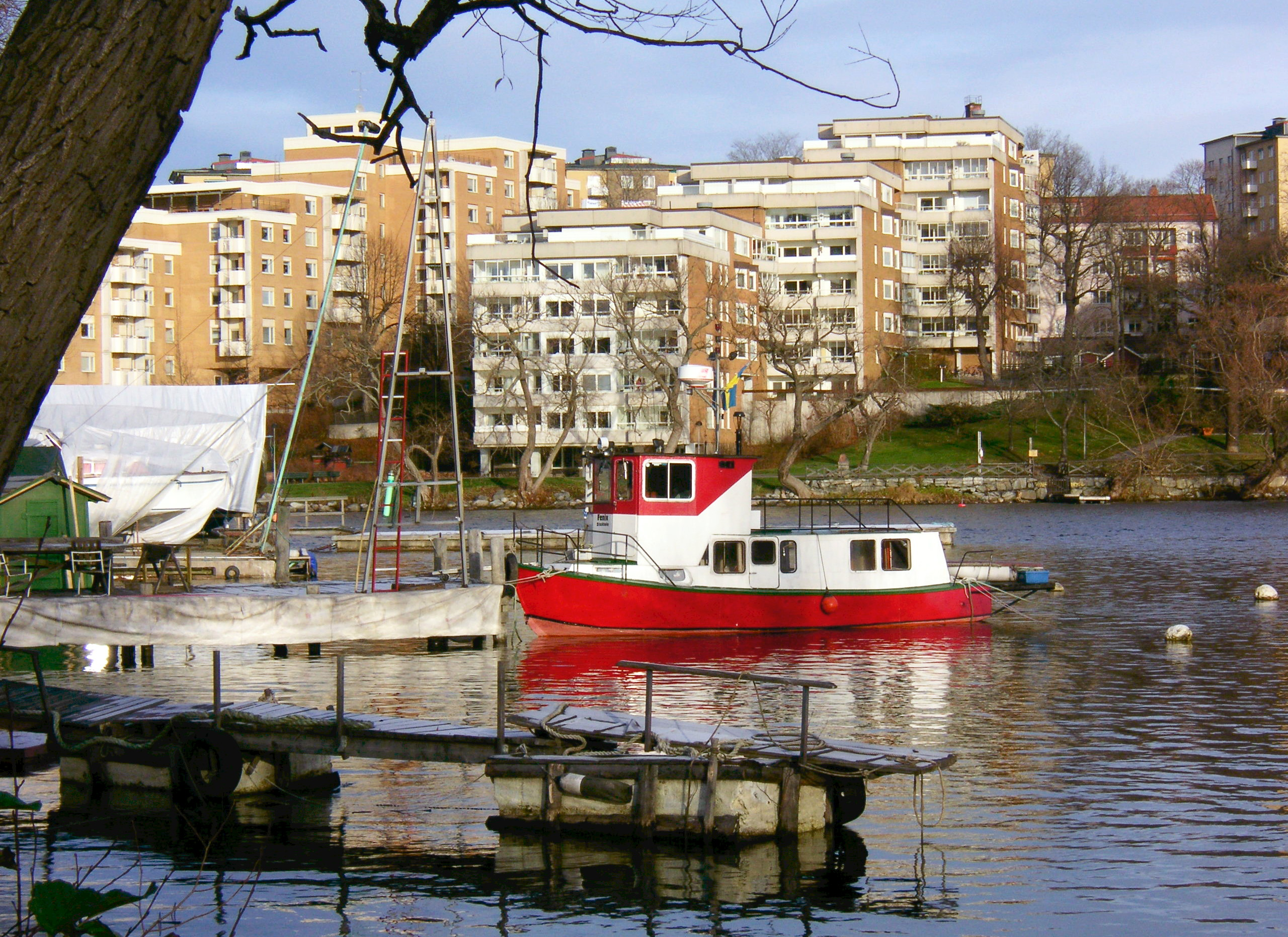
Gröndalshshamnen och "Skithusviken", 2005. Vid bryggan ligger bogserbåten Fenix, byggd 1960 som Ångerman för timmerflottning på Ångermanälven

Gröndalshamnen är en småbåtshamn med båtklubb och varv vid Liljeholmsviken i Gröndal i Stockholm. Här ligger rester efter Gröndalsvarvet från 1910-talet. Varvsbyggnaden är numera den enda kvarvarande delen av de varvsmiljöer, som funnits vid Liljeholmsviken och har ett stort byggnadshistoriskt värde.
Gröndalshamnen är även gatunamnet för den cirka 140 meter långa återvändsgata, som sträcker sig från hamnområdet längs med Liljeholmsviken västerut. Gatan fick sitt namn 1924.

## Historik

### Ångslupstrafiken

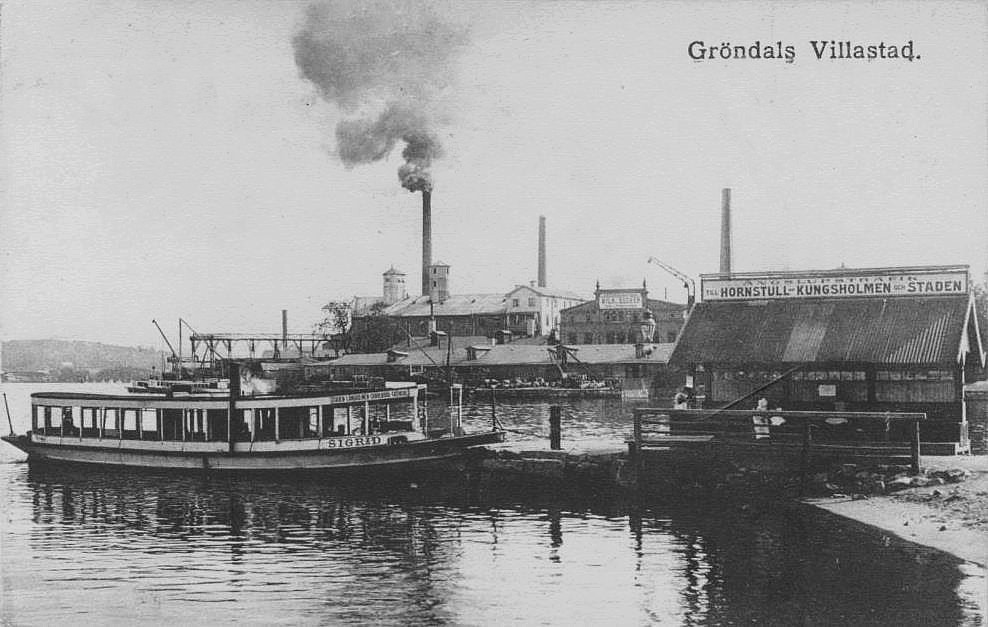
Ångslupen Sigrid vid Gröndals ångslupsbrygga, vykort från omkring 1900.

Innan ångslupar började angöra bryggan i Gröndal, sköttes trafiken över vattnat av så kallade roddarkullor, alltså dalkullor i roddbåtar. På 1840-talet berättas att från bryggan "för varje timme ljödo de egendomliga, nästan trollska hornlåtar, varmed dalkullorna signalerade sina båtars avgång".
På 1860-talet började Gröndalshamnens ångslupsbrygga trafikeras av ångbåtar på traden Gymnasiegränd – Lilla Essingen – Marieberg – Gröndal – Lövholmen – Charlottenburg. 
Gröndal hade vid den tiden inte många invånare men besöktes gärna av välbärgade sommargäster från Stockholm. För sommarvistelse fanns några mindre herrgårdsliknande sommarställen: Stora Fågelsången, Charlottendal, Ekensberg och Stora Gröndal. "Alla dessa lägenheter är för sitt läge i vildskön och frisk natur, under sommartiden mera eller mindre upptagna av utflyttade Stockholmsbor", noterades 1850.
Närmast ångslupsbryggan låg Stora Gröndal, i början av 1900-talet ombyggd till Villa Lindudden. Stora Gröndal kom att ge stadsdelen Gröndal sitt namn. I april 1900 annonserade Gröndals Tomt- och byggnadsaktiebolag: "Till Gröndal afgår ångslup regelbundet hvarje hel o. halftimma från Riddarholmen". 1903 var passageraravgiften 10 öre Staden – Gröndal samt 5 öre Hornstull – Gröndal. På ett vykort från sekelskiftet 1900 syns ångslupen Sigrid vid bryggan i Gröndal. Sigrid byggdes 1877 på Bergsunds Mekaniska Verkstad för Stockholms Ångslups AB och såldes 1920. Ångslupsbolaget meddelade i mars 1924 att båda linjerna till Gröndal skulle läggas ned på grund av bristande lönsamhet.

### Varvsverksamheter

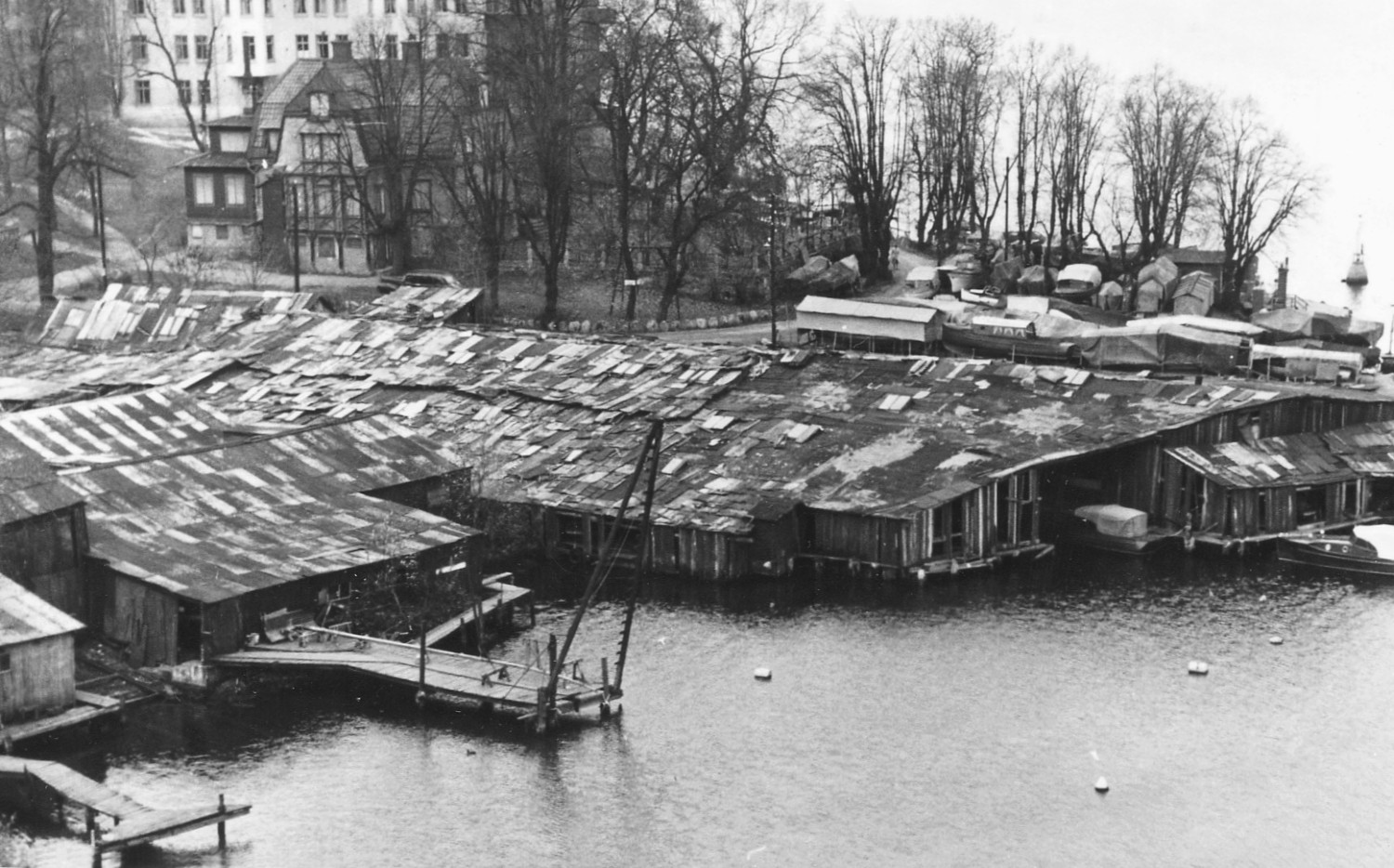
Gröndalsvarvets kåkstad 1954.

Etableringen av industrier utanför Stockholms stad nådde också Gröndal vid 1800-talets slut. Till ”Skithusviken” (äldre lokalt namn) och strandremsan mot Liljeholmen flyttade smedjor, varv, fabriker och brädgårdar som trängdes i en vildvuxen kåkstad. Gröndalsvarvet startade sin verksamhet vid Gröndalshamnen omkring 1910. Exakt hur gammal varvsbyggnaden är med alla sina om- och tillbyggnader är svårt att fastställa men troligen härrör den idag bevarade äldsta delen från 1910-talet. Norr om Gröndalsvarvet låg mellan 1920-talet och 1954 Janssons båtsvarv som byggde motorbåtar.
Gröndalsvarvet, eller Nya Varvet som den också kallades, var ett kommersiellt varv som byggde mälarbåtar och skärgårdskryssare. Varvet tillverkade även segel-, motor- och roddbåtar ”förstklassigt och till moderata priser”, enligt en tidningsannons från 1925.
Gröndalsvarvet / Nya Varvet förvärvades 1931 av Göta segelsällskap, som hade sin verksamhet förlagd där till 1984 då båtklubben flyttade till sin nuvarande lokal vid Långholmskanalen. Samtidigt bildades Träbåtssällskapet Skeppsmyran, som tog över Göta segelsällskaps lokaler. Skeppsmyrans syfte är att verka för träbåtsvård och träbåtsport. Sällskapet vill även bevara den gamla varvsbyggnaden som är en sista rest av den tidigare kåkstaden för hantverk. Bebyggelsen är grönmärkt av Stadsmuseet i Stockholm, vilket innebär ”att den representerar ett högt kulturhistoriskt värde och är särskilt värdefull från historisk, kulturhistorisk, miljömässig eller konstnärlig synpunkt”.
Från 2006 har Träbåtssällskapet Skeppsmyran renoverat varvsbyggnaden, från 2012 med ekonomiskt stöd från Länsstyrelsen.

### Bildgalleri över Träbåtssällskapet Skeppsmyrans lokaler

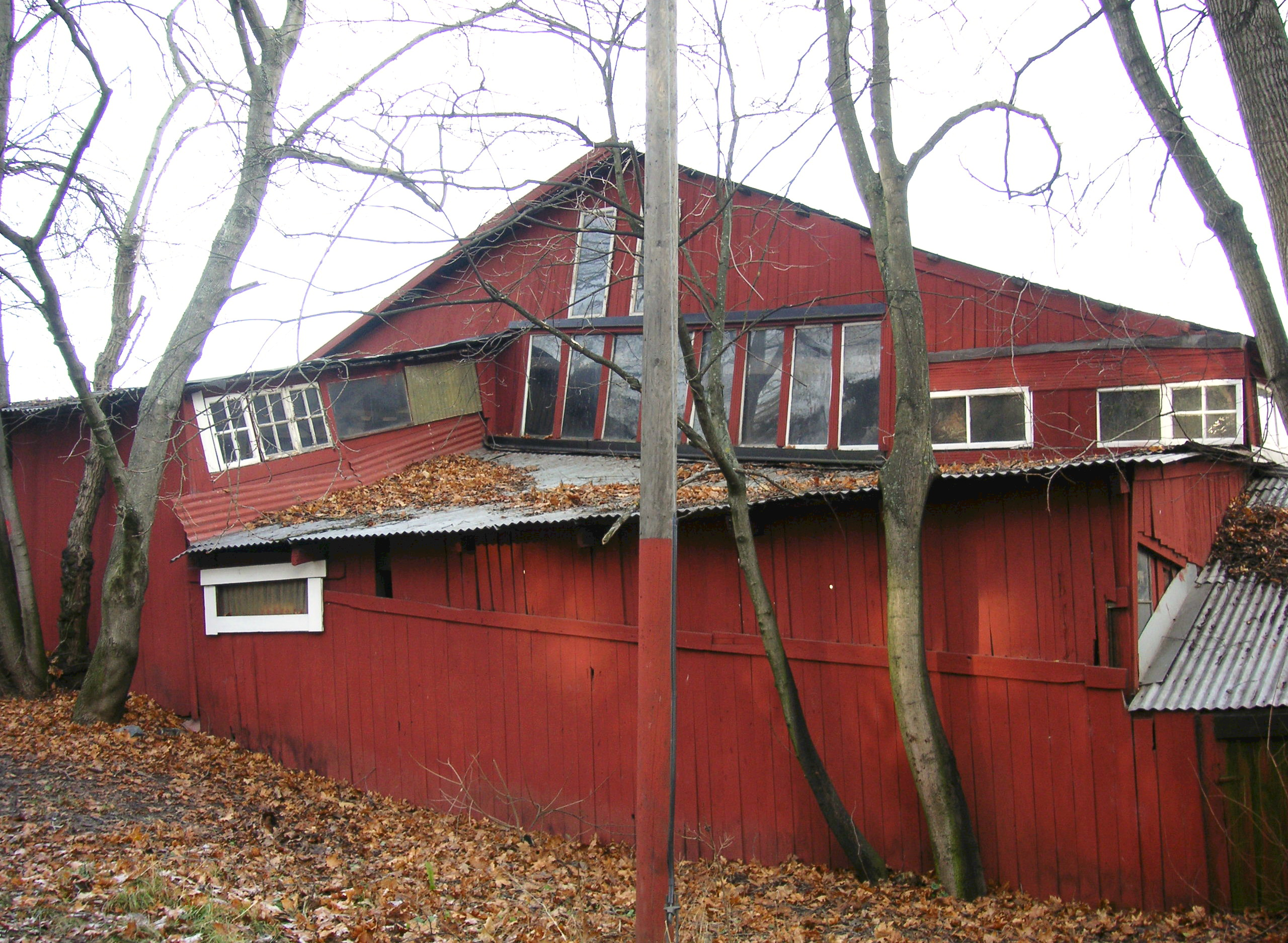
Varvsbyggnaden, 2005.
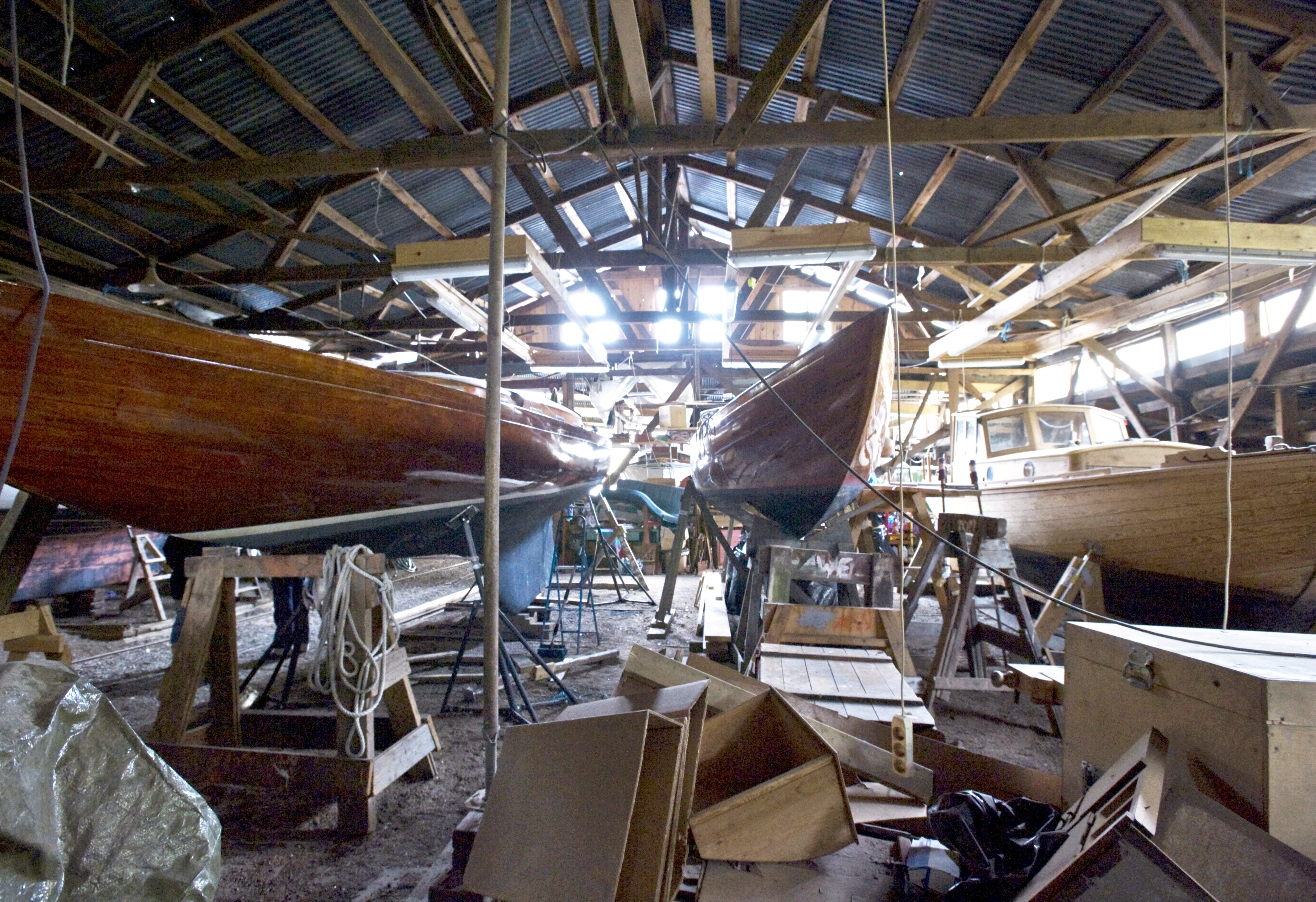
Varvets interiör, 2009.
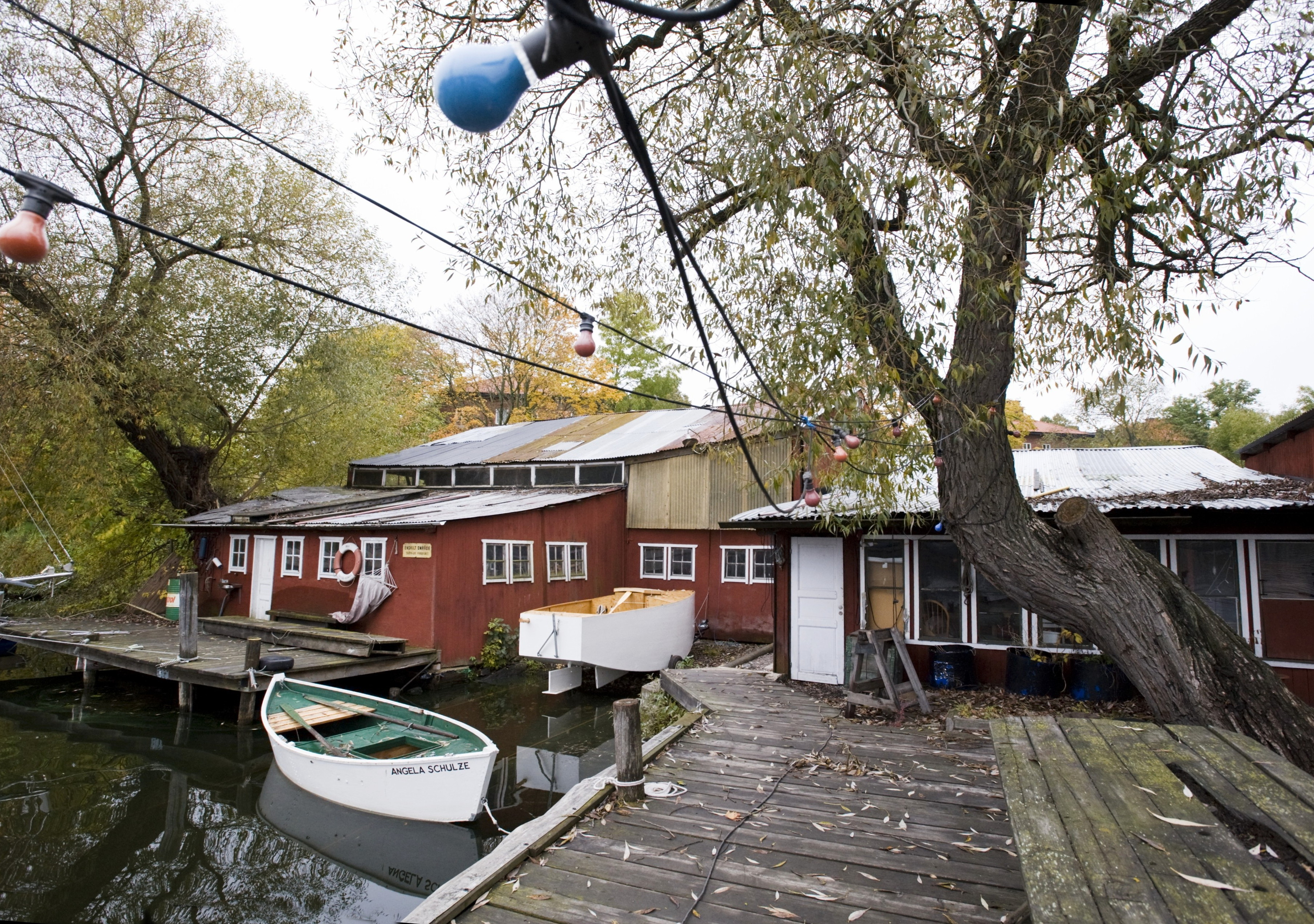
Varvets exteriör, 2009.

### Båtklubbar
Mellan 1931 och 1984 hade Göta segelsällskap sin verksamhet på Lusuddens södra del (nu Träbåtssällskapet Skeppsmyrans varv). Norr därom, på tidigare platsen för ångslupsbryggan, ligger Gröndals båtklubb, som grundades 1923 och som då hette Gröndals Motorbåtklubb. Utanför det grönmålade klubbhuset från 1923 har klubben 120 båtplatser vid den långa promenadbryggan som sträcker sig längs med Gröndals norra strand. Till anläggningen hör även en ponton- och en roddbåtsbrygga.

### Bildgalleri

Gröndals båtklubb
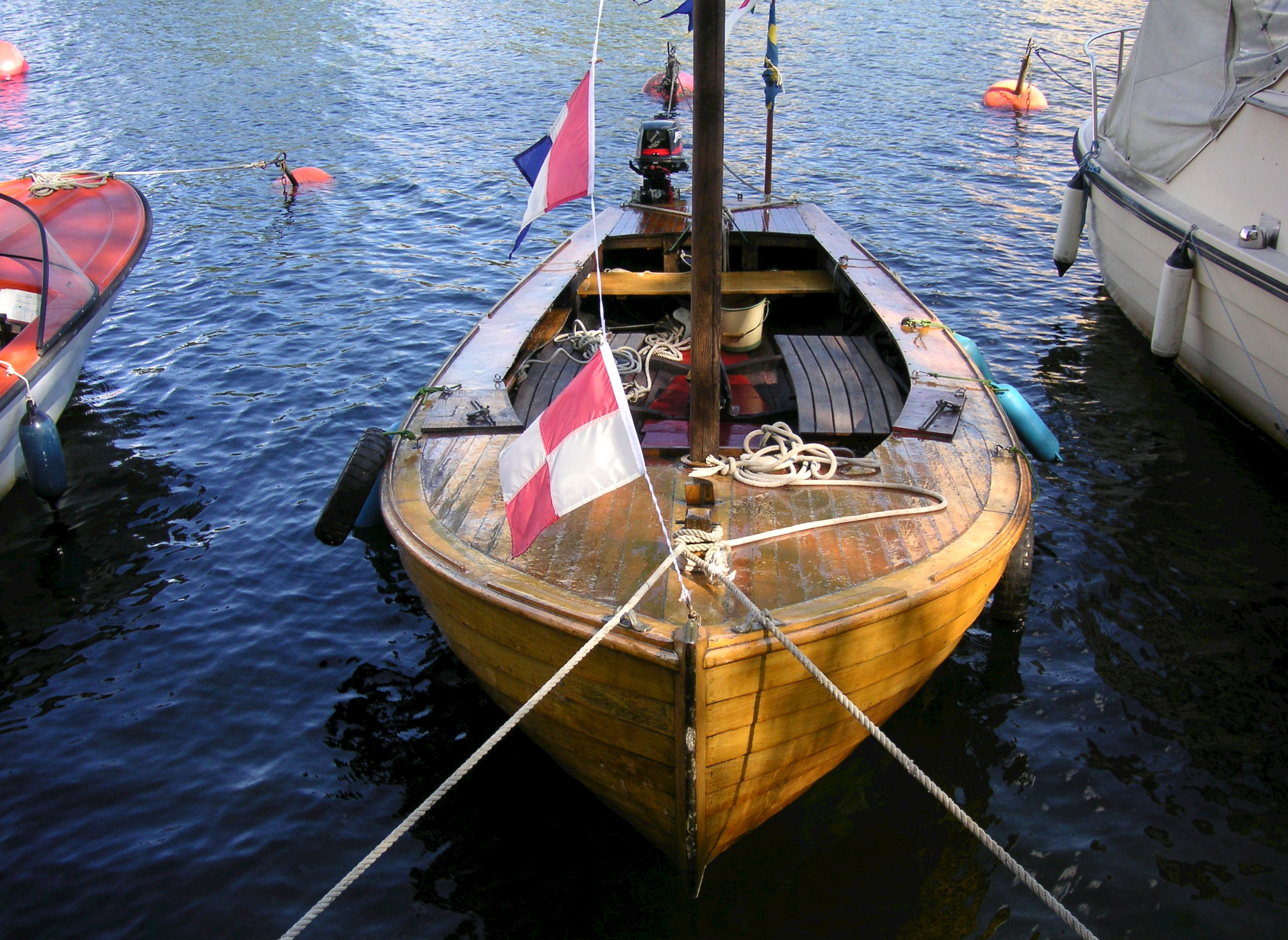
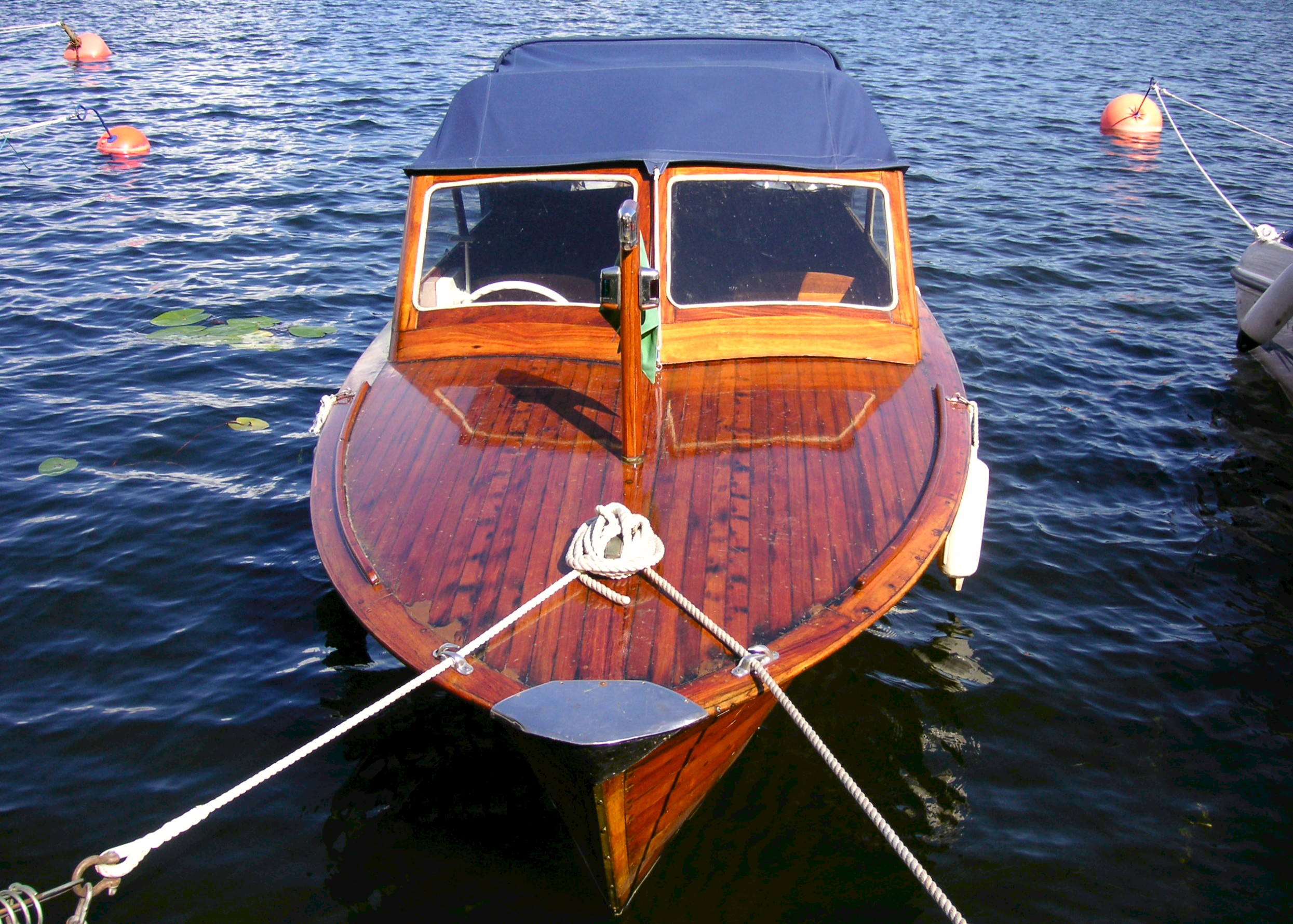
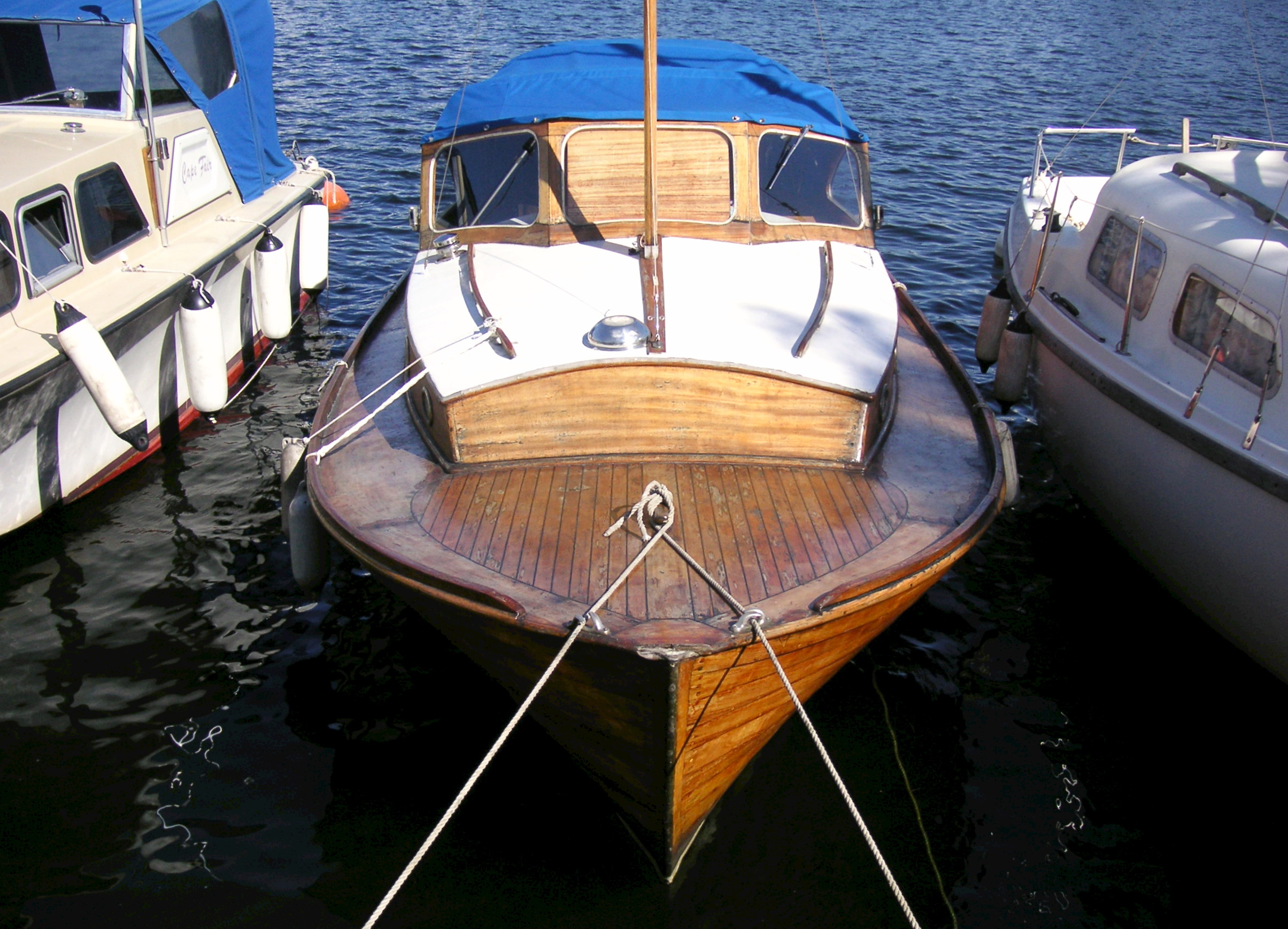
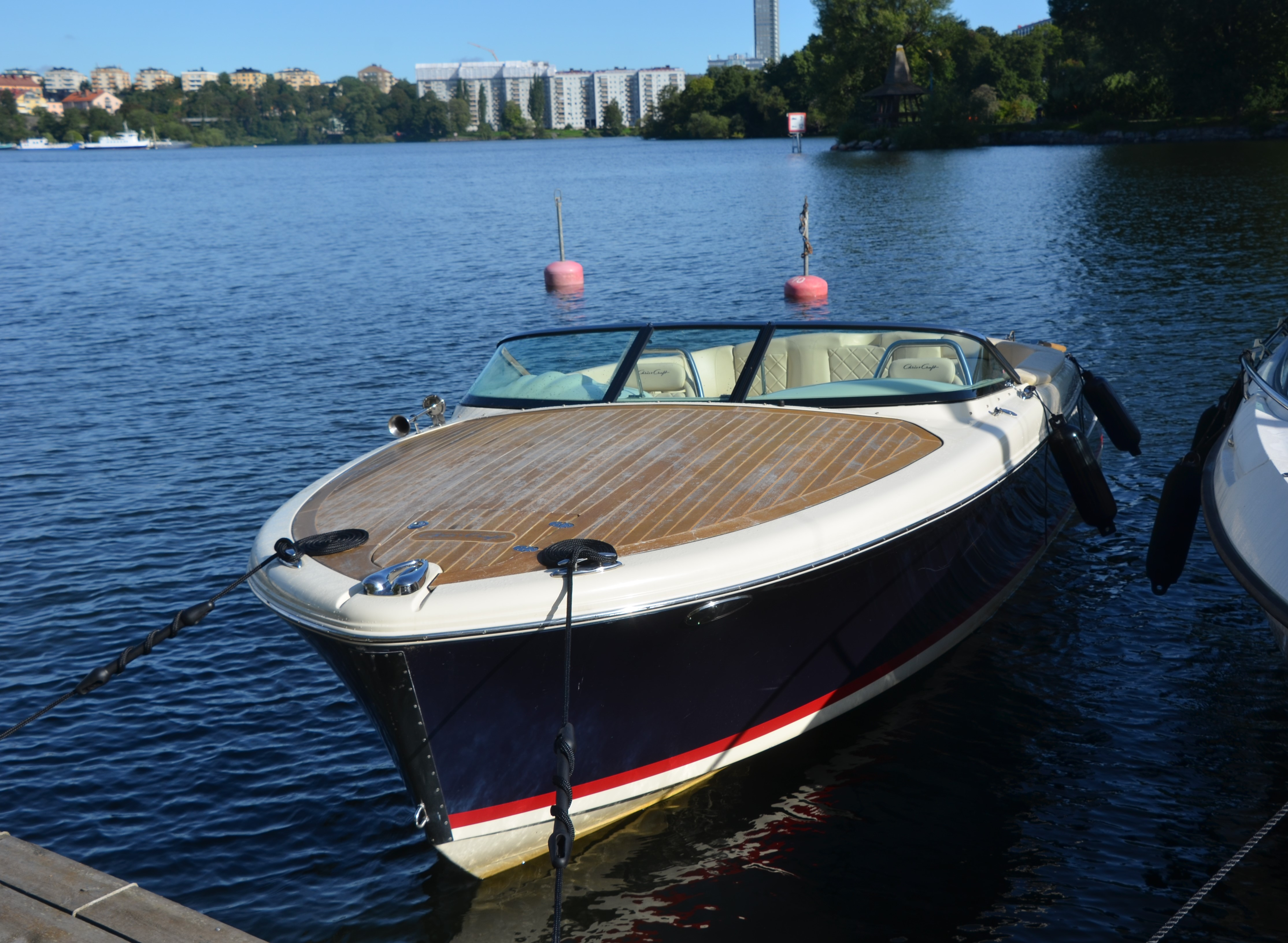
Chris-Craft

- Gröndals båtklubb; träbåtar vid bryggan
- Chris-Craft